# ۶ ژوئیه
۶ ژوئیه در تقویم گرگوری، صد و هشتاد و هفتمین (در سال‌های کبیسه صد و هشتاد و هشتمین) روز سال است. ۱۷۸ روز تا پایان سال باقی است.

## رویدادها
- ۶۴۰ - نبرد هلیاپولیس (معرکه عین شمس) با پیروزی قاطع اعراب مسلمان به فرماندهی عمرو بن عاص بر قوای امپراتوری روم شرقی بر سر مالکیت مصر به پایان رسید.
- ۱۱۸۹ - ریچارد اول معروف به ریچارد شیردل در انگلستان به تاج حکومت رسید.
- ۱۴۱۵ - یان هوس، استاد دانشگاه پراگ و مصلح دینی که مردم پراگ را به قیام علیه سلطهُ آلمانی‌ها و کلیسای کاتولیک برمی‌انگیخت، به اتهام الحاد به دستور کلیسای کاتولیک در آتش سوزانده شد.
- ۱۴۸۳ - ریچارد سوم به پادشاهی انگلستان رسید. او را آخرین پادشاه بریتانیا در قرون وسطی می‌دانند.
- ۱۵۳۵ - تامس مور به اتهام خیانت به هنری هشتم پادشاه انگلستان اعدام شد.
- ۱۶۰۹ - امپراتوری بوهم آزادی مذهب شهروندان خود را به رسمیت شناخت.
- ۱۸۸۵ - لویی پاستور، زیست‌شناس فرانسوی واکسن هاری خود را با موفقیت بر روی جوزف مِیستر، پسر بچه ۹ ساله ای که در اثر گازگرفتگی توسط یک سگ هار مبتلا به این بیماری شده بود، آزمایش کرد.
- ۱۹۳۹ - آخرین مرکز تجاری یهودیان در آلمان نازی بسته شد.
- ۱۹۴۷ - تولید انبوه سلاح کلاشینکف آغاز شد.
- ۱۹۶۴ - مالاوی که از سال ۱۸۸۹ با نام نیاسالند رسماً تحت سلطه استعمارگران بود، از بریتانیا اعلان استقلال کرد.
- ۱۹۶۶ - با به ریاست جمهوری رسیدن هستینگز باندا مالاوی به جمهوری بدل شد.
- ۱۹۶۷ - مجمع‌الجزایر قمر ۲۸۰ سال پس از ورود اولین اروپایی‌ها به آن استقلال خود از فرانسه را به دست آورد.
- ۱۹۸۸ - یک انفجار و در پی آن آتش گرفتن نفت و گاز، سکوی پایپر آلفا را منهدم کرده و باعث کشته شدن ۱۶۷ نفر شد که در این حادثه تنها ۶۱ نفر جان سالم به در بردند. ین فاجعه، از نظر تعداد کشته‌ها و خسارت صنعتی، بزرگترین حادثه نفتی در دریا در طول تاریخ نام گرفت.
- ۱۹۹۵ - در جریان جنگ بوسنی نیروی‌های صرب تحت فرماندهی راتکو ملادیچ یورش خود را به شهر سربرنیتسا آغاز کردند که به کشته شدن ۸ هزار بوسنیایی مسلمان منجر شد. پطرس غالی، دبیرکل وقت سازمان ملل متحد این حادثه را بزرگترین جنایت در خاک اروپا پس از جنگ دوم جهانی خواند.
- ۲۰۱۶ - گزارش چیلکات پس از ۷ سال منتشر شد و بالاخره مشخص گردید که جنگ عراق در سال ۲۰۰۳ بر اساس اطلاعات ناکافی بوده و ورود بریتانیا به آن لزومی نداشته‌است.

## درگذشت‌ها
- ۱۹۶۲ - ویلیام فاکنر، رمان‌نویس آمریکایی و برندهٔ جایزه نوبل ادبیات (بیهالیا، میسیسیپی، ایالات متحده)
- ۱۹۹۵- عزیز نسین، نویسندهٔ اهل ترکیه (آلاچاتی، استان ازمیر، ترکیه)

## زادروزها
- ۱۸۳۲ - فردیناند ماکسیمیلیان یوزف، آرشیدوک اتریش و امپراتور مکزیک (۱۸۶۷–۱۸۶۳) (وین، اتریش)
- ۱۹۰۷ - فریدا کالو، بانوی نقاش مکزیکی (مکزیکوسیتی، مکزیک)
- ۱۹۴۶ - جرج دابلیو بوش (بوش پسر)، چهل سومین رئیس‌جمهور ایالات متحده (۲۰۰۹–۲۰۰۱) و چهل و ششمین فرماندار تگزاس (۲۰۰۰–۱۹۹۵) (نیوهیون، کنتیکت، ایالات متحده)
- ۱۹۴۶ - سیلوستر استالونه، هنرپیشه و کارگردان آمریکایی (نیویورک، ایالات متحده)
- ۱۹۹۵ – توماس دروته، دوچرخه‌سوار اهل بلژیک

## مناسبت‌ها
- روز معلم در کشور پرو به مناسب سالگرد تأسیس اولین مدرسه بزرگسالان در جریان جنگ استقلال در سال ۱۸۲۲ توسط خوزه د سن مارتین